# HMS Neptune (1909)
HMS Neptune là một thiết giáp hạm dreadnought của Hải quân Hoàng gia Anh Quốc. Nguyên được dự định như là chiếc dẫn đầu của lớp thiết giáp hạm Neptune bao gồm ba chiếc, nhưng hai chiếc sau có đai giáp dày hơn đôi chút, nên chúng được xếp lớp lại như là lớp Colossus. Neptune trở thành chiếc duy nhất trong lớp của nó.

## Thiết kế

Sơ đồ bố trí các tháp pháo chính, mũi tàu hướng sang phải

Neptune là thiết giáp hạm đầu tiên của Hải quân Hoàng gia có cách bố trí các tháp pháo khác biệt so với chiếc Dreadnought, khi hai tháp pháo bên mạn được đặt so le, cho phép tất cả năm tháp pháo có thể bắn qua mạn cùng một lúc. Tuy nhiên trong thực tế, chớp lửa đầu nòng gây hư hại cho cấu trúc thượng tầng và các xuồng mang theo, nên việc bắn toàn bộ qua mạn chỉ áp dụng trong trường hợp khẩn cấp.
Một cách để bố trí thêm tháp pháo mà chỉ gia tăng đuôi chút chiều dài lườn tàu, con tàu được trang bị các tháp pháo đuôi bắn thượng tầng, được sắp xếp để một tháp pháo có thể bắn bên trên tháp pháo kia khi bắn về phía đuôi tàu. Nó là chiếc tàu chiến đầu tiên của Hải quân Hoàng gia có dàn pháo chính bắn thượng tầng; thiết giáp hạm Hoa Kỳ USS South Carolina hạ thủy năm 1908 là chiếc tàu chiến đầu tiên trên thế giới có tháp pháo bắn thượng tầng. Tuy nhiên, tháp pháo bên trên trong số hai tháp pháo phía đuôi tàu không thể bắn trong phạm vi 30° về phía đuôi mà không gây hư hại tháp pháo bên dưới cho chớp lửa đầu nòng xâm nhập qua các vòm quan sát.
Một biện pháp khác nhằm tiết kiệm chiều dài của con tàu là sự sắp đặt những chiếc xuồng của con tàu trên các bệ phóng bên trên các tháp pháo giữa tàu. Tuy nhiên nếu các bệ này bị hư hại trong chiến đấu, chúng có thể nơi trên các tháp pháo gây kẹt tháp pháo. Cầu tàu cũng được bố trí bên trên tháp chỉ huy, gặp phải nguy cơ tương tự bị che lấp nếu cầu tàu đổ sụp. Neptune là một trong những thiết giáp hạm đầu tiên được trang bị hệ thống kiểm soát hỏa lực, và được dùng để thử nghiệm phương thức khá mới mẻ vào thời đó.

## Lịch sử hoạt động

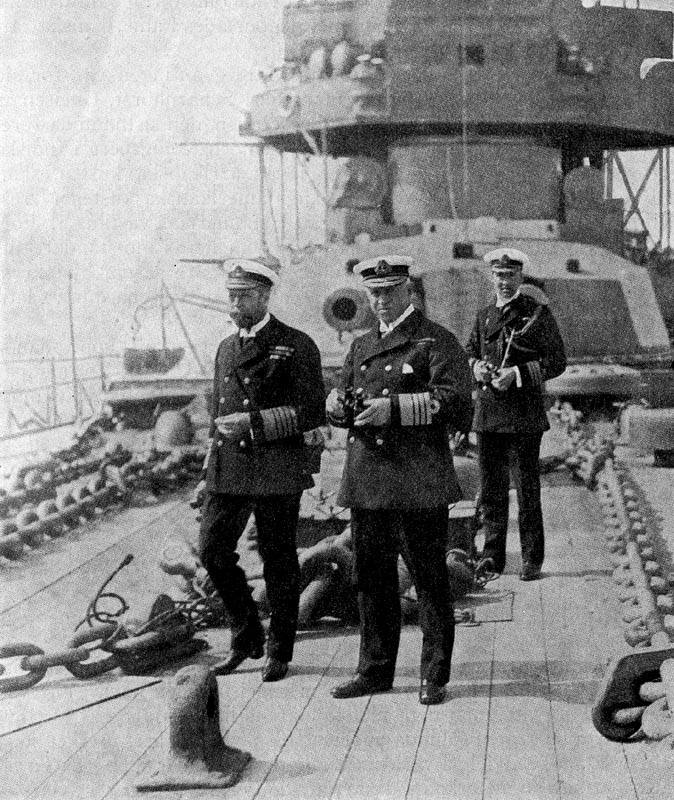
Vua George V và Đô đốc Callaghan trên chiếc HMS Neptune.

Neptune là soái hạm của Hạm đội Nhà từ tháng 5 năm 1911 đến tháng 5 năm 1912, khi nó được chuyển sang Hải đội Chiến trận 1, nơi nó tiếp tục ở lại cho đến tháng 6 năm 1916, ngay sau trận Jutland. Nó từng gặp tai nạn bị chiếc SS Needvaal húc phải vào tháng 4 năm 1916 nhưng không bị hư hại nào đáng kể. Nó tham gia trận Jutland trong thành phần Hạm đội Chiến trận dưới quyền Đô đốc John Jellicoe, chỉ bắn 48 quả đạn pháo 12 in (300 mm) nhưng cũng ghi được nhiều phát trúng đích vào chiếc tàu chiến-tuần dương Đức Lützow.
Sau chiến tranh, nó nhanh chóng được chuyển sang hạm đội dự bị, rồi được tháo dỡ không lâu sau đó.